# Panipat
Panipat (Paniput, hindi पानीपत panjabi ਪਾਨੀਪਤ) és una antiga i historica ciutat de l'estat d'Haryana a l'Índia, capital del districte de Panipat. Està situada a 29° 23′ N, 76° 58′ E / 29.39°N,76.97°E. Consta al cens del 2008 amb una població de 261.665 habitants. Té rang de consell municipal; la municipalitat fou cerada el 1867. La ciutat moderna està construïda prop de l'antic llit del Jumna i al sud de Karnal. La ciutat estava rodejada al segle xix per una muralla amb 15 portes. La població el 1881 era de 25.022 habitants i el 1901 de 26.914.

## Història
Fou una de les cinc ciutats (prasthas) fundades pels germans pandaves al temps del Mahabharata i el seu nom històric és Panduprastha.
S'hi van lliurar tres batalles decisives, vegeu Batalla de Panipat.
El 31 d'octubre de 1989 fou erigida en capital del districte de Panipat separat del districte de Karnal. El districte fou reorganitzat l'1 de gener de 1992 (excloent el tehsil d'Assand) però Panipat va restar capital.

## Llocs d'interèst
- Museu de les batalles de Panipat
- Samadhistal d'Hemu
- Camp de Babur i Akbar (a Sodhapur)
- Tomba d'Ibrahim Lodi
- Kabuli Bagh
- Devi Mandir
- Kala Amb (monument als morts a la tercera batalla de Panipat)
- Porta de Salar Gunj
- Tomba del sufita del segle xiii Bu Ali Shah Qalandar